# Al Donahue
Al Donahue (* 12. Juni 1904 in Dorchester bei Boston, Massachusetts; † 20. Februar 1983 in Fallbrook, Kalifornien) war ein US-amerikanischer Violinist und Bigband-Leader im Bereich der Populären Musik.

## Biographie
Al Donahue begann seine Karriere in Campusbands, als er an der Boston University Law School  und dem New England Conservatory of Music in Boston studierte, und auf den Dampfschiffen der Eastern Steamship Line; 1925 gründete er seine erste eigene Band, mit der im Bostoner Weber Duck Inn debütierte. Der Erfolg dieses Auftritte ermöglichte es ihm, sein Ensemble zu erweitern und ein Engagement im Hollywood Beach Hotel in Florida zu bekommen. Danach tourte er durch weitere Hotels und spielte auf den Dampfschiffen. Mitte der 1930er Jahre sprang er für Ray Nobles Orchester im Rockefeller Center ein, was dazu führte, dass er für jährlich wiederkehrende Gastspiele engagiert wurde.
Stilistisch war die Donahue-Band ein Society Orchester, das in vielen Ballsälen der Vereinigten Staaten gastierte, wie auch in Frank Dailey’s Meadowbrook, im Palace Hotel in San Francisco, dem Oriental Theater in Chicago oder im Hollywood Palladium. Dort wechselte seine Bandsängerin Paula Kelly zu Glenn Miller, zu seinen Arrangeuren gehörte damals Abe (Glenn) Osser.
Mit einem breiten Instrumentarium von jeweils fünf Blechbläsern und Saxophonisten, vier Violinen und drei Rhythmus-Instrumenten konnte Dohahue in verschiedenen musikalischen Bereichen vom Sweet bis zum Swing-Stil spielen. Seine Erkennungsmelodie war „Lowdown Rhythm In A Top Hat“; zu seinen erfolgreichen Songs – die meisten aufgenommen für das Label Vocalion – gehörte „Heat and Soul“ (der 1939 #16 der Charts erreichte), ferner „The Lonesome Road“, „Let There Be Love“ und den Jimmy Van Heusen/Johnny-Burke-Song „Imagination“ (1940).
Zwischen 1935 und 1942 nahm Donahue mit seinem Orchester insgesamt 23 Titel für Decca, 103 für Vocalion und 43 für Okeh auf. Sein größter Charterfolg war „Jeepers Creepers“, der auf #1 der Billboard-Charts gelangte; weitere Erfolgsnummern waren „The Wise Old Owl“, „Lambeth Walk“ und „Moon Love“. Hoagy Carmichael sang den Titel „Poor Old Joe“, der im September 1939 eingespielt wurde.
1943 wurde ein dreiminütiger Soundie mit der Nummer „Volga Boatmen“ veröffentlicht; ein weiterer populärer Soundie war „Jumpin´ at the Juke Box“, mit der Bandsängerin Dee Keating. 1951 erschien Donahues erste Langspielplatte Low Down Music in a Top Hat auf dem kleinen Label Solitaire; 1954 folgte sein erstes Stereoalbum Invitation to Dance auf dem Label Design enthielt Interpretationen von Standards wie „Autumn Leaves“, „High Society“ oder „When the Saints Go Marching In“.
In den Nachkriegsjahren beschränkte er sich mehr auf den Sweet-Stil, zog an die Westküste der USA, von wo aus der regelmäßig auf Tourneen ging. Er wirkte mit seinem Orchester auch in dem Hollywood-Streifen Sweet Genevieve mit; Anfang der 1950er Jahre trat er in einer kurzzeitig laufenden Fernsehshow auf.
Er setzte dann seine Arbeit als Bandleader auf Kreuzfahrtschiffen der Furness Bermuda Line fort; spielte zwischen 1950 und 1963 auf der Queen of Bermuda und der Ocean Monarch. Schließlich eröffnete er mit seinem langjährigen Manager Frank Walsh einen Musikalien- und Schallplatten-Laden in Bermuda. Später musste er jedoch das Geschäft aufgeben und das Land verlassen. Walsh und Donahue setzten ihre Aktivitäten dann in Oceanside (Kalifornien) fort, wo sie das Ponzi's House of Music erwarben. Dort war er noch Mitte der 1970er Jahre als Geschäftsmann aktiv.

## Diskographische Hinweise
2005 erschien eine Kompilation von 25 seiner Aufnahmen für Vocalion und Okeh, The Solid Swing of Al Donahue and His Orchestra (Collectables). Donahues Einspielungen von 1935 bis 1941 wurden auf dem australischen label Lyric Records veröffentlicht. Eine weitere Kompilation seiner Aufnahmen (wie „Darn That Dream“, „Jeepers Creepers“, „Spring Is Here“, „In the Mood“ und „Tuxedo Junction“) ist The Best of Al Donahue (Collectables).